# Kils tingslag
Kils tingslag var ett tingslag i Värmlands län i Nordmarks domsaga. 
Tingslaget inrättades 1680 i Östersysslets domsaga. Det motsvarade Kils härad och tillhörde Mellansysslets domsaga från 1756.
Tingslaget uppgick den 1 januari 1882 i Mellansysslets tingslag.

## Omfattning

### Socknarna i häraderna
- Kils härad